# Moncalvillo
Moncalvillo – gmina w Hiszpanii, w prowincji Burgos, w Kastylii i León, o powierzchni 26,76 km². W 2011 roku gmina liczyła 102 mieszkańców.